# Ringstrandska villan
Ringstrandska villan, även kallad Druidgården, är en träbyggnad i centrala Umeå ritad av Gustaf Lindgren. Byggnaden uppfördes 1899 som första granne bredvid länsresidenset, i korsningen Döbelnsgatan–Storgatan, snett emot Döbelns park. Villan klassas som byggnadsminne sedan 25 juni 1970. 
Jägmästare Nils Gustaf Ringstrand, nyanställd skogschef för Mo och Domsjö AB med stationering i Umeå, behövde en ståndsmässig bostad och vände sig till arkitekten Kasper Salin som hade ritat skogsbolagets arbetarbostäder på Norrbyskär i en stil som Ringstrand fann tilltalande. Villan kom dock att uppföras efter ritningar av Salins kollega Gustaf Lindgren - en på sin tid mycket namnkunnig Stockholmsarkitekt. Betecknande för byggnadsstilen är de höga taken och de många gavlarna och takfallen. En paragraf i stadens byggnadsordning tillät inte så hög takresning i förhållande till husbredden, men byggnadslov beviljades på dispens av landshövdingeämbetet den 27 februari 1899.
Villan övertogs sedan av skogsbolaget som 1907 inredde kontor i en tillbyggnad till gårdshuset ritad av Gustaf Hermansson. På 1910-talet var där två rum upplåtna för Umeå stads första scoutförening. Stilen är nationalromantisk med tidstypisk fjällpanel, branta tak och en oregelbunden pittoresk sammansättning. Fasaden har en livlig karaktär med stora takfönster mot väster samt ett tornformat parti i gathörnet. Ringstrandska visar även på 1890-talets intresse för den fornnordiska arkitekturen med gavelrösten i spån och vindskidor med djur- och växtmotiv i trärelief.
Huvudbyggnadens exteriör är måttligt förändrad. Invändigt visar bottenvåningen bäst byggnadens ursprungliga inredning och rumsplan. Efter flyttningen av trapphuset 1948–49 och andra ombyggnader har övervåningens rumsindelning förändrats. Även gårdsbyggnaderna, som ger gården dess fina slutna karaktär, har väl bevarat sina ursprungliga drag. Den äldsta östra delen innehöll förutom stallar, vagnbod och förråd även bostad åt kusken.
När Ringstrand 1909 lämnade Umeå för att bosätta sig på Lidingö, flyttade nästa skogschef, Thorsten Hellström – förebild för träpatron Robert Sulliwan i Lars Widdings roman Pigan och härligheten från 1978 – in med familj och tjänstefolk. Bland de senare fanns Sigrid Holmström, då jungfru men långt senare restaurangchef på Sävargården, som lånat drag till romanens piga Ida Kristina.
Den nye förvaltaren Thorsten Hellström förknippas inte bara med sitt intresse för teater, arbetet för Västerbottens läns hembygdsförening och skapandet av friluftsmuseet Gammlia, utan även med musik. Hans hustru Gerda var syster till Wilhelm Peterson-Berger, som under sina besök i Umeå ofta gästade familjen och trakterade husets flygel. 

## I modern tid
1969 köptes huset av Druidgården i Umeå AB, och kallas därför i folkmun ofta "Druidgården".
Den 2 januari 2017 startade en brand i gårdshuset som sedan spred sig till Vattenfalls intilliggande kontorsbyggnad. Båda byggnaderna skadades kraftigt men villan klarade sig utan skador.

## Fler bilder

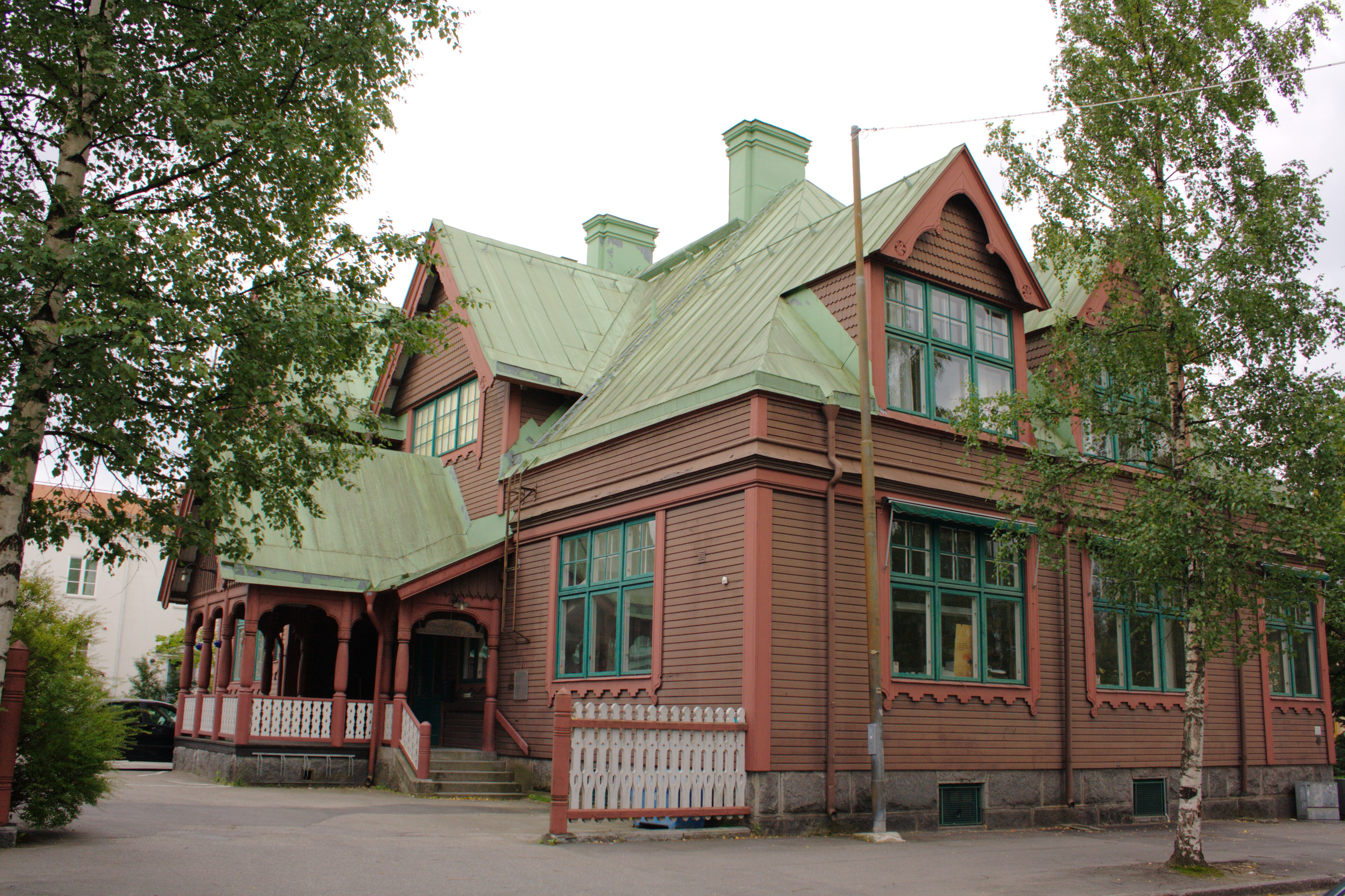
Ringstrandska villan sedd från Döbelnsgatan, 2013.
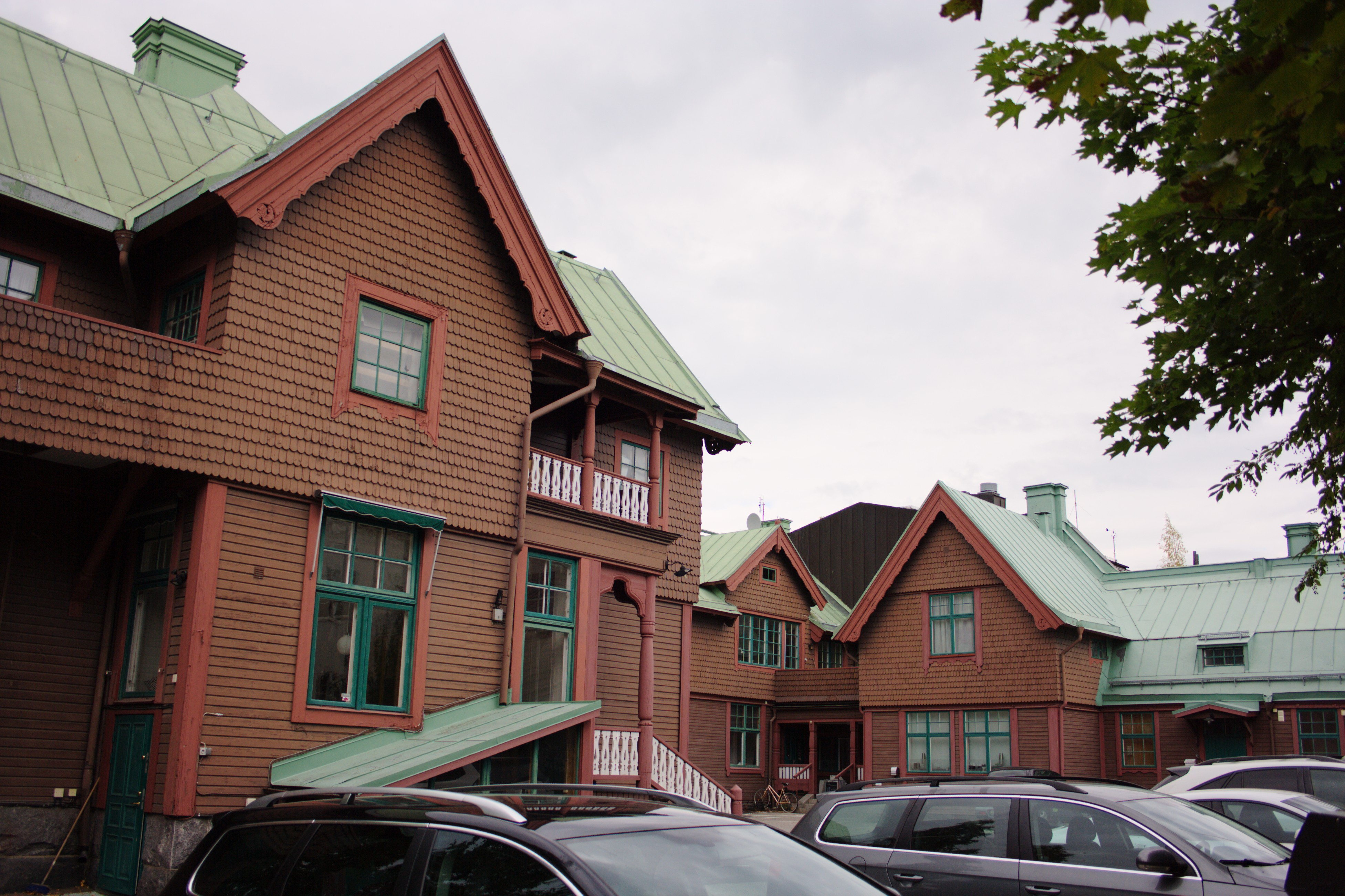
Ringstrandska villan med gårdshus.
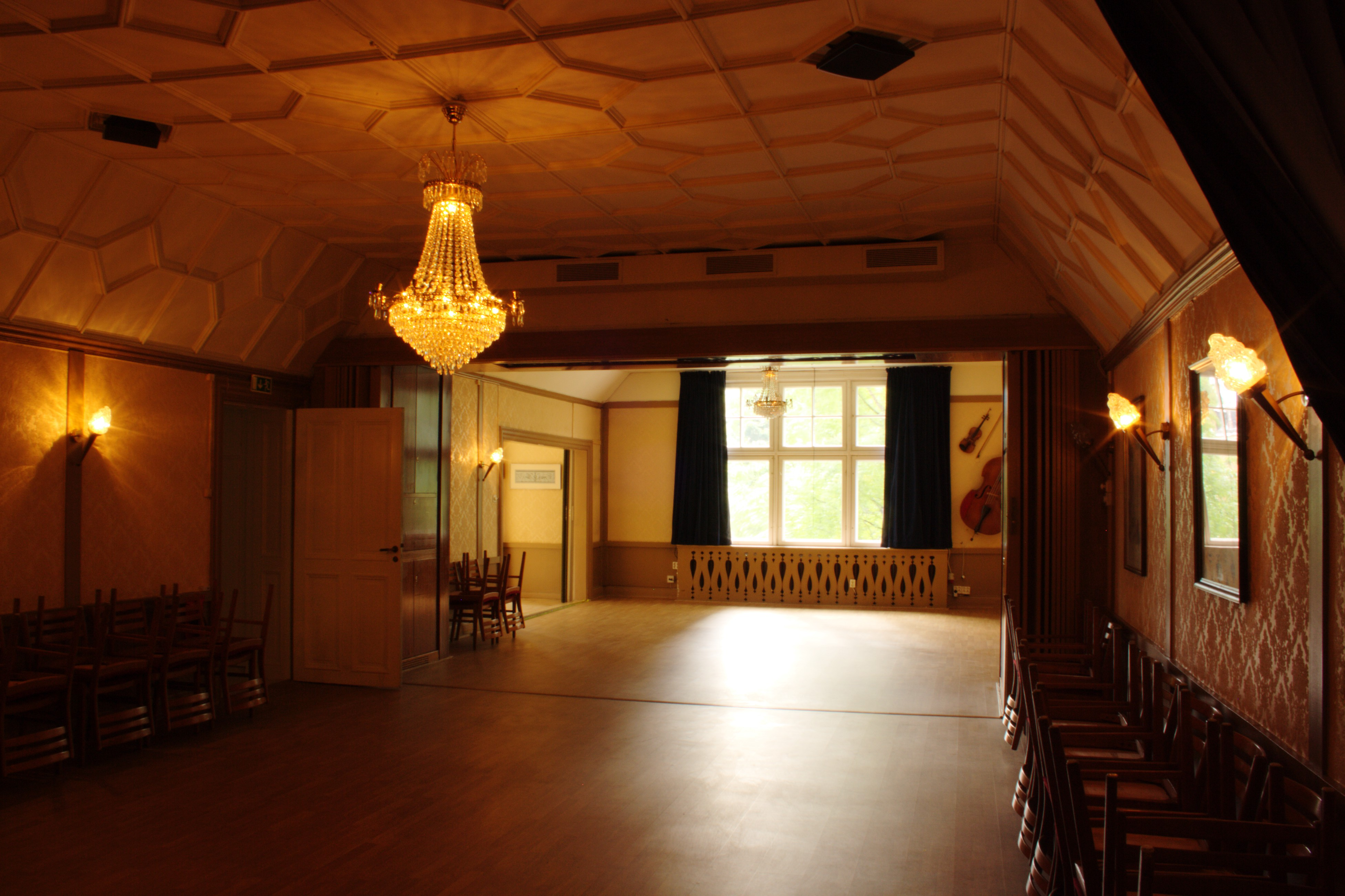
Festsalen på övervåningen.